# Західнороманські мови
Західнорома́нські мо́ви - група мов, яка разом з італо-далматинськими мовами входить до італо-романської підгрупи романських мов. Налічує 32 мови, об'єднані у такі групи:
1. Піренейсько-мозарабську, що складається з двох мов: арагонської та мозарабської.
2. Галло-іберійську, що включає в себе:
  1. Західноіберійські мови:  
    1. Іспанську (кастильську), ладіно (юдео-іспанську) та  леонсько-астурійську (леонську).
    2. Галісійсько-португальські мови : португальську та галісійську (гальєго).

  2. Галло-романські мови : 
    1. Мову ойл : французьку та її численні діалекти, валонську, яка найчастіше вважається діалектом мови ойл,
    2. Франко-провансальську (арпітанську),

  3. Окситано-романські мови (мова ок) : окситанську з її численними діалектами, включаючи гасконську, яка найчастіше вважається діалектом окситанської, та каталанську.
  4. Галло-італійські мови : п'ємонтську, лігурійську, західно-ломбардську, східно-ломбардську, еміліано-романьйольську.
  5. Венеційські мови : власне венеційську та істро-венеційську.
3. Рето-романські мови : ретороманську (романську у Швейцарії), ладінську (в Італії) та фріульську.

Каталанську мову (а зрідка й окситанську) іноді відносять до східно-іберійських мов, зближуючи її таким чином з західно-іберійськими мовами. Арагонську мову іноді відносять до західно-іберійських мов, разом з іспанською, португальською, гальєго та леонсько-астурійською.
Нижче подано класифікацію усіх романських мов та їхніх діалектів.
| Італо-романська підгрупа    | Західноро-манська підгрупа      | Галло-іберійська підгрупа          | Окситано-романська підгрупа визнається не всіма мовознавцями | Окситано-романська підгрупа визнається не всіма мовознавцями | Окситано-романська підгрупа визнається не всіма мовознавцями                                                                       | Окситанська oc/oci (гасконський діалект gsc (вкл. аранську говірку); північні діалекти: лімузенський lms ▪ овернський auv ▪ віваро-альпійський; південні діалекти: ланґедокський lnc ▪ провансальський prv (вкл. говірку Ніцци) ▪ шуадит sdt) ▪ Каталанська ca/cat (східні діалекти: центральнокаталанський (вкл. субдіалекти: барселонський ▪ шіпелья ▪ таррагонський ▪ салат ▪ північний перехідний) ▪ північнокаталанський (русільйонський) (субдіалект: капсійський) ▪ балеарський (мальоркський) ▪ алґерський; західні діалекти: північно-західний (вкл. субдіалекти: рібагорський ▪ пальяський ▪ льєйдський) ▪ північноваленсійський (ебрський) (вкл. субдіалекти: валенсійський перехідний (каталанський туртозький) ▪ кастельйоський (власне північноваленсійський)) ▪ валенсійський (вкл. стандарт AVL не затвердж. ca-valencia/val ▪ апічат ▪ південноваленсійський ▪ алаканський ▪ мальоркський у муніципалітетах Тарбена та Ла-Валь-де-Ґалінера) |
| Італо-романська підгрупа    | Західноро-манська підгрупа      | Галло-іберійська підгрупа          | Галло-італійська підгрупа                                    | Ломбардські мови                                             | Ломбардські мови | Західноломбардська lmo (діалекти: альпійський ломбардський ▪ західний ломбардський передальпійський ▪ західний нижньо-ломбардський ▪ міланський) ▪ Східноломбардська lmo (діалекти: район м. Барґамо ▪ район м. Брешія) ▪ Галло-сікулійські діалекти (Сицилія) |
| Італо-романська підгрупа    | Західноро-манська підгрупа      | Галло-іберійська підгрупа          | Галло-італійська підгрупа                                    | Лігурійська мова                                             | Лігурійська мова | Лігурійська lij (діалекти: монегаський ▪ генуезький) |
| Італо-романська підгрупа    | Західноро-манська підгрупа      | Галло-іберійська підгрупа          | Галло-італійська підгрупа                                    | Інші галло-італійські мови                                   | Інші галло-італійські мови | П'ємонтська pms та юдео-п'ємонтська ▪ Еміліано-романьйольська eml (діалекти: еміліанський (вкл. говірку м. Болонья) ▪ романьйольський) |
| Італо-романська підгрупа    | Західноро-манська підгрупа      | Галло-іберійська підгрупа          | Іберо-романська підгрупа                                     | Західноібе-рійська підгрупа                                  | Галісійсько-португальська мова | Португальська pt/por (діалекти Португалії: південні та центральні (вкл. Азорські о-ви ▪ діалект м. Лісабон) ▪ північні ▪ барранкеньйо; діалекти Бразилії: північні ▪ південні ▪ діалекти Уругваю; діалекти інших країн: Африка (країни ПАЛОР) ▪ Макао ▪ Східний Тимор) ▪ Галісійська (діалекти: східний ▪ центральний ▪ західний) ▪ Креольські на основі португальської: корлайська vkp ▪ малакканська (Індонезія) mcm |
| Італо-романська підгрупа    | Західноро-манська підгрупа      | Галло-іберійська підгрупа          | Іберо-романська підгрупа                                     | Західноібе-рійська підгрупа                                  | Іспанська мова | Іспанська es/spa (вкл. стандартну або нейтральну іспанську; північні діалекти: арагонський ▪ кастильський; південні діалекти: ла-манчський ▪ естремадурський ▪ мурсійський ▪ андалузький ▪ діалект Канарських о-вів; латино-американські варіанти: карибський ▪ південно-американський тихоокеанський ▪ центральноамериканський ▪ аргентинсько-уругвайсько-парагвайський ▪ високогірний латино-американський (вкл. північноамериканський: Мексика ▪ США); варіанти мови на інших континентах: Марокко ▪ Екваторіальна Ґвінея ▪ Філіппіни) ▪ Ладіно |
| Італо-романська підгрупа    | Західноро-манська підгрупа      | Галло-іберійська підгрупа          | Іберо-романська підгрупа                                     | Західноібе-рійська підгрупа                                  | Леонсько-астур. підгрупа | Астурійська ast (діалекти: західний ▪ центральний ▪ східний ▪ кантабрійський ▪ монтаньєзький) ▪ Леонська ▪ Мірандська mwl ▪ Естремадурська ext |
| Італо-романська підгрупа    | Західноро-манська підгрупа      | Галло-іберійська підгрупа          | Іберо-романська підгрупа                                     | Східноіберійська підгрупа                                    | Східноіберійська підгрупа | Каталанська ca/cat (східноіберійська підгрупа або окситано-романська підгрупа) ▪ Окситанська oc/oci (східноіберійська підгрупа або окситано-романська підгрупа) |
| Італо-романська підгрупа    | Західноро-манська підгрупа      | Галло-іберійська підгрупа          | Галло-романська підгрупа                                     | Мова ойл                                                     | Мова ойл | Французька fr/fre/fra (варіанти мови у Франції: стандартна європейська французька ▪ розмовна Півдня Франції ▪ розмовна Ельзасу ▪ розмовна Бретані ▪ розмовна Корсики ▪ розмовна Ліону та Ліоне ▪ розмовна Савойї ▪ розмовна Марселя; Бельгія (Валлонія та Брюссель); Швейцарія; Люксембург; Італія (Вале-д'Аоста); Канада та США: стандартна французька Квебеку ▪ жуаль ▪ Онтаріо ▪ Луїзіана (акадійська) frc; Гаїті; Африка та Близький Схід: Магриб ▪ Африка південніше Сахари ▪ Ліван ▪ Індокитай (В'єтнам ▪ Лаос ▪ Камбоджа) ▪ Французька Ґвіана ▪ Нова Каледонія) ▪ Креольські мови на основі французької (мова Гаїті ht/hat ▪ мова Сан-Мігелю scf ▪ мова Реюньйону rcf ▪ креольська мова Луїзіани lou ▪ каріпуна (Центральна Америка) kmv ▪ мова Гвіани gcr ▪ мова Гваделупи gcf ▪ сеселва (мова Сейшельських о-вів) crs ▪ мова Сент-Люсії acf) ▪ Мова ойл (бургундська ▪ говірка Франш-Конте ▪ лотарінгська ▪ шампанська ▪ говірка Бурбоне ▪ говірка Беррі ▪ говірка Пуату ▪ галло ▪ нормандська ▪ джерсійська говірка ▪ піккардська ▪ валлонська мова wa/wln) |
| Італо-романська підгрупа    | Західноро-манська підгрупа      | Галло-іберійська підгрупа          | Галло-романська підгрупа                                     | Франко-провансальська мова                                   | Франко-провансальська мова | Арпітанська (франко-провансальська) frp (діалекти: ліонський ▪ діалект Дофіне ▪ савойський ▪ діалект Франш-Конте ▪ діалект Во ▪ діалект Вальдотен ▪ фаетарський ▪ п'ємонтський) |
| Італо-романська підгрупа    | Західноро-манська підгрупа      | Галло-іберійська підгрупа          | Венеційські мови                                             | Венеційські мови                                             | Венеційська vec (діалекти: центральний ▪ східний або узбережний ▪ західний ▪ північно-центральний ▪ північний) ▪ Істро-венеційська | |
| Італо-романська підгрупа    | Західноро-манська підгрупа      | Рето-романська підгрупа            | Рето-романська підгрупа                                      | Рето-романська підгрупа                                      | Рето-романська підгрупа | Ретороманська rm/roh (рейнські діалекти ▪ ладінські діалекти) ▪ Ладінська (Італія) lld ▪ Фріульська fur (діалекти: центральний ▪ північний ▪ південно-східний ▪ західний) |
| Італо-романська підгрупа    | Західноро-манська підгрупа      | Піреней-сько-мозараб-ська підгрупа | Піренейська підгрупа                                         | Піренейська підгрупа                                         | Піренейська підгрупа | Арагонська an/arg (діалекти: південний ▪ східний ▪ західний ▪ центральний) |
| Італо-романська підгрупа    | Західноро-манська підгрупа      | Піреней-сько-мозараб-ська підгрупа | †Мозарабська підгрупа                                        | †Мозарабська підгрупа                                        | †Мозарабська підгрупа | †Мозарабська mxi |
| Італо-романська підгрупа    | Італо-далматинська підгрупа     | Італо-далматинська підгрупа        | Італо-далматинська підгрупа                                  | Італо-далматинська підгрупа                                  | Італо-далматинська підгрупа | Італійська ita (діалекти: тосканський ▪ центральноіталійський) ▪ Неаполітанська / ннапулітано nap (діалекти: маркільяно мерідіонале ▪ молізано ▪ пулієзе ▪ кампано ▪ лукано) ▪ Сицилійська scn ▪ Істрійська ▪ Юдео-італійська ▪ †Далматинська dlm (діалекти: рагузький ▪ вельйотський) ▪ Корсиканська cos (італо-далматинська підгрупа або південнороманська підгрупа) |
| Східноро-манська підгрупа   | Румунська (дако-румунська) мова | Румунська (дако-румунська) мова    | Румунська (дако-румунська) мова                              | Румунська (дако-румунська) мова                              | Румунська (дако-румунська) мова | Румунська rum/ron (північні діалекти: банатський ▪ марамуреський ▪ молдовський скасов. mol ▪ трансильванський; південні діалекти: мунтенський ▪ олтенський) |
| Східноро-манська підгрупа   | Інші східнороманські мови       | Інші східнороманські мови          | Інші східнороманські мови                                    | Інші східнороманські мови                                    | Інші східнороманські мови | Арумунська rup (діалекти: москопольський ▪ ґрамустянський ▪ фаршеротські ▪ бітольський ▪ струґський ▪ вардарський) ▪ Меглено-румунська ruq ▪ Істро-румунська ruo |
| Південно-романська підгрупа | Сардська мова                   | Сардська мова                      | Сардська мова                                                | Сардська мова                                                | Сардська мова | Сардська srd (діалекти: північний лоґудорезький src ▪ центральний нуорезький ▪ південний кампіданезький sro) |
| Південно-романська підгрупа | Інші південнороманські мови     | Інші південнороманські мови        | Інші південнороманські мови                                  | Інші південнороманські мови                                  | Інші південнороманські мови | Сассарська sdc (або діалект корсиканської) ▪ Корсиканська cos (діалекти олтрамонтано: корсо-галурезький sdn та сартенський ▪ сассарський sdc або окрема мова; перехідний діалект (вкл. м. Аяччо); діалекти сісмонтано: північний ▪ діалект крайньої півночі ▪ капрайський) |